# Barry Boubacar Copa
Barry Boubacar "Copa" (Marcory, 30 december 1979) is een Ivoriaans-Guinees voetbalcoach en voormalig doelman. In juni 2000 debuteerde hij in het Ivoriaans voetbalelftal, waarvoor hij meer dan zeventig interlands speelde. Ook was hij beslissend in de finale van de Africa cup door eerst de laatste Ghanese strafschop te keren en vervolgens zelf de beslissende binnen te schieten.

## Spelerscarrière
Copa was een van de vele Ivorianen in de eerste ploeg van de Belgische eersteklasser KSK Beveren. Hij werd als enige Belgische Ivoriaan geselecteerd voor het WK voetbal 2006 in Duitsland, maar hij kwam één keer in actie.
Op zijn zeventiende ging hij voor drie jaar naar de Academie JMG. Daar speelde hij een seizoen bij ASEC Mimosas uit Abidjan (1999-2000) en later kwam hij uit voor Rennes (2000-2003). Vanaf 2003 speelde hij bij KSK Beveren, tot de ploeg in het seizoen 2006-2007 naar 2de klasse zakte. Hij tekende toen bij Sporting Lokeren. Na 12 speeldagen in de Belgische competitie 2008-2009 had Barry Boubacar Copa maar 9 doelpunten tegen gekregen waarmee hij de minste gepasseerde doelman was. In dit seizoen kreeg hij de prijs van Keeper Van Het Jaar. Op 3 maart 2012 maakte hij in de tweede helft van de wedstrijd Lokeren-Westerlo zijn eerste doelpunt voor Lokeren uit een strafschop.
Copa tekende in 2017 bij Oud-Heverlee Leuven, maar daar speelde hij uiteindelijk nooit een officiële wedstrijd. In maart 2019 stopte hij definitief met voetballen.

## Statistieken
| seizoen | club                        | land               | competitie         | wed. | goals |
| ------- | --------------------------- | ------------------ | ------------------ | ---- | ----- |
| 1999/00 | ASEC Mimosas                | Vlag van Ivoorkust | Première Division  | 17   | 1     |
| 2000/03 | Stade Rennais FC            | Vlag van Frankrijk | Ligue 1            | 0    | 0     |
| 2003/04 | KSK Beveren                 | Vlag van België    | Jupiler Pro League | 31   | 0     |
| 2004/05 | KSK Beveren                 | Vlag van België    | Jupiler Pro League | 12   | 0     |
| 2005/06 | KSK Beveren                 | Vlag van België    | Jupiler Pro League | 27   | 0     |
| 2006/07 | KSK Beveren                 | Vlag van België    | Jupiler Pro League | 32   | 0     |
| 2007/08 | KSC Lokeren Oost-Vlaanderen | Vlag van België    | Jupiler Pro League | 23   | 0     |
| 2008/09 | KSC Lokeren Oost-Vlaanderen | Vlag van België    | Jupiler Pro League | 32   | 0     |
| 2009/10 | KSC Lokeren Oost-Vlaanderen | Vlag van België    | Jupiler Pro League | 15   | 0     |
| 2010/11 | KSC Lokeren Oost-Vlaanderen | Vlag van België    | Jupiler Pro League | 32   | 0     |
| 2011/12 | KSC Lokeren Oost-Vlaanderen | Vlag van België    | Jupiler Pro League | 27   | 1     |
| 2012/13 | KSC Lokeren Oost-Vlaanderen | Vlag van België    | Jupiler Pro League | 27   | 0     |
| 2013/14 | KSC Lokeren Oost-Vlaanderen | Vlag van België    | Jupiler Pro League | 31   | 0     |
| 2014/15 | KSC Lokeren Oost-Vlaanderen | Vlag van België    | Jupiler Pro League | 16   | 0     |
| 2015/16 | KSC Lokeren Oost-Vlaanderen | Vlag van België    | Jupiler Pro League | 1    | 0     |
| 2016/17 | KSC Lokeren Oost-Vlaanderen | Vlag van België    | Jupiler Pro League | 26   | 0     |
| 2017/18 | OH Leuven                   | Vlag van België    | Proximus League    | 0    | 0     |
| 2018/19 | OH Leuven                   | Vlag van België    | Proximus League    | 0    | 0     |
| Totaal  | Totaal                      | Totaal             | Totaal             | 323  | 2     |

Laatste bijwerking: 2/06/2017

## Trainerscarrière
In 2018, nog vóór hij officieel een punt achter zijn spelerscarrière had gezet, werd Copa keeperstrainer bij OH Leuven. In december 2018 was hij in beeld bij zijn ex-club Lokeren om Erwin Lemmens op te volgen als keeperstrainer, maar Copa bleef uiteindelijk tot het einde van het seizoen bij OH Leuven. In 2021 werd hij keeperstrainer bij de bovenbouw van de jeugdwerking van KAA Gent.

## Erelijst
| Competitie       |             |                  |             |             |
| Competitie       | Aantal      | Jaren            |             |             |
| KSC Lokeren      | KSC Lokeren | KSC Lokeren      | KSC Lokeren | KSC Lokeren |
| ---------------- | ----------- | ---------------- | ----------- | ----------- |
| Beker van België | 2×          | 2011/12, 2013/14 |             |             |
| Ivoorkust        |             |                  |             |             |
| Afrika Cup       | 1×          | 2015             |             |             |